# Hylaea bada
Hylaea bada är en fjärilsart som beskrevs av Druce 1892. Hylaea bada ingår i släktet Hylaea och familjen mätare. Inga underarter finns listade i Catalogue of Life.